# Psihologie inversă
Psihologia inversă este o tehnică de convingere care folosește falsa susținere a unei credințe sau a unui comportament contrar celui susținut în prezent. 
Această tehnică se bazează pe fenomenul psihologic al reacțiunii, în care o persoană are un răspuns emoțional negativ ca reacție la încerarea de a fi convins, și astfel alege opțiunea contrară celei susținute.
Este utilizată des pe copii din cauza lipsei lor de întelegere psihologică și a ratei mai mare de reacțiune.
Deși această tehnică de manipulare este una foarte simplistă și aparent foarte ușor de folosit, cunoașterea psihicului interlocutorului nostru este crucială și nu ne putem lipsi de ea înainte să ne decidem să aplicăm psihologia inversă.
Subiecții care aplică metoda de față într-un mod eronat riscă să trezească suspiciunea „victimei” sau sentimentul ca aceasta din urma a fost exploatată, ori  chiar reacții contrare celor la care s-au așteptat.
O persoana deschisa psihic,foloseste adesea psihologia inversa intocmai pentru a vizualiza psihicul celuilalt/a. Se foloseste adesea in scopul obtinerii unui lucru,convingandu-te ca asa este. O persoana slab/a psihic poate fi manipulat/a in acest fel. O persoană deschisă psihic caută răspunsuri nu doar într-un singur loc. De obicei psihologia inversa se folosește în afaceri de tip schemă piramidală (schema ponzi), afaceri deschise de cele mai multe ori de natura psihologic.